# Marina Ferragut Castillo
Marina Ferragut Castillo (Premià de Mar, Maresme, 11 de febrer de 1972) és una jugadora de bàsquet catalana, ja retirada. Amb 253 participacions és la segona jugadora de bàsquet, amb un nombre més gran d'intervencions en la història de la selecció espanyola femenina de bàsquet. Va debutar en el Bàsquet Manresa (Font-Vella), aconseguint els seus majors èxits esportius en el Ros Casares. A l'abril de 2011 anuncia la seva retirada de la pràctica activa del bàsquet, després de 25 anys de carrera.
Marina, junt a Carlota Castrejana i Elisabeth Cebrián va formar part del centre Segle XXI que tenia per objectiu aconseguir un salt qualitatiu al bàsquet femení de cara als Jocs Olímpics de Barcelona 92.
El joc de Marina Ferragut va evolucionar amb el pas del temps, es va acabar convertint en una gran llançadora de triples. Una disciplina que va esdevenir la seva especialitat gràcies al seu treball i constància. Un dels seus triples va significar la primera Final Four en la història del Ros Casares.

## Palmarès
Clubs
- 6 Lliga espanyola de bàsquet femenina: 1994-95, 1995-96, 2000-01, 2006-07, 2007-08, 2008-09
- 5 Copa espanyola de bàsquet femenina: 1992-93, 1994-95, 2006-07, 2007-08, 2008-09
- 1 Lliga brasilera de bàsquet femenina: 1998-99
- 1 Lliga sud-americana de bàsquet femenina: 1998-99

Selecció espanyola
- 5è lloc als Jocs Olímpics d'Estiu de 1992[5]
- 1 medalla d'or al Campionat d'Europa de bàsquet femení: 1993
- 3 medalles de bronze al Campionat d'Europa de bàsquet femení: 2001, 2003, 2005
- 1 medalla de bronze als Jocs Mediterranis de 1993